# 黄唐起义
黄唐起义，1949年2月9日，姜亚勋、饶孟虎、陈仲怡、李石、谭荫南同时领导了黄材镇和唐市两地的武装起义，这一武装起义被历史学家称：“黄唐起义”。

## 背景
1946年，第二次国共内战爆发爆发，宁乡县部分人民在中国共产党的领导下，打出了“反内战、争民主”的革命运动，酝酿着武装占领宁乡县。

## 事件

### 黄材镇事件
1949年2月9日，50多个农民以吃春酒为名，冒着春风大雪聚集在五里堆姜亚勋家里。午夜十二点，他们兵分两路，一路直取黄材镇警察所；一路袭击黄材镇大沩乡公所。
攻占黄材镇警察所的队伍用报人命案为由，迅速冲进警察所，夺取了警察所的一切枪支弹药；袭击黄材镇大沩乡公所的队伍俘虏了大沩乡公所长，短枪21支，黄材镇警察所所长，短枪60支，手榴弹60个，子弹5000多发。
起义之后，队伍迅速成立指挥机构，稳定宁乡县局势，陈仲怡出任司令员，姜亚勋出任副司令员，队伍命名为“中国人民解放军湖南军区第三纵队”，立刻召开群众大会，宣布起义是中国共产党领导，发布《告湘中人民书》和《致程潜的公开信》。

### 唐市镇事件
李石锹率领部队袭击了唐市警察所。李石锹指挥战士以护送新兵为理由一齐拥挤入警察所，迅速割断电话线，打翻警察，收没枪支弹药，共获得步枪30支，手枪2支，手榴弹2箱，电话机一台。起义后，队伍命名“湘中游击总队”。

## 影响
2月10日，长沙出版的大小报纸和中国国民党《中央日报》长沙版用头条新闻报道了此事，中华民国国防部派出白崇禧率队围剿中国共产党军队，该事件震惊了华中剿总和中华民国国防部。